# 358 Аполонија
358 Аполонија (лат. 358 Apollonia) је астероид главног астероидног појаса. Приближан пречник астероида је 89,45 km,
а средња удаљеност астероида од Сунца износи 2,878 астрономских јединица (АЈ).
Инклинација (нагиб) орбите у односу на раван еклиптике је 3,547 степени, а орбитални период износи 1783,941 дана (4,884 године). Ексцентрицитет орбите астероида износи 0,150.
Апсолутна магнитуда астероида износи 9,10 а геометријски албедо 0,050.
Астероид је откривен 8. марта 1893. године.